# Burhan Eşer
Burhan Eşer (Lice, 1º gennaio 1985) è un allenatore di calcio ed ex calciatore turco, di ruolo attaccante.

## Carriera
Ha giocato nella prima divisione turca.

## Palmarès

### Club

#### Competizioni nazionali
- TFF 1. Lig: 1

Sivasspor: 2016-2017